# Hrabstwo Palo Pinto
Hrabstwo Palo Pinto – hrabstwo położone w USA, w stanie Teksas, w sąsiedztwie metropolii Dallas–Fort Worth. Utworzone w 1856 r. Według danych z 2023 roku liczy 29,7 tys. mieszkańców. Siedzibą hrabstwa jest Palo Pinto, a największym miastem Mineral Wells.

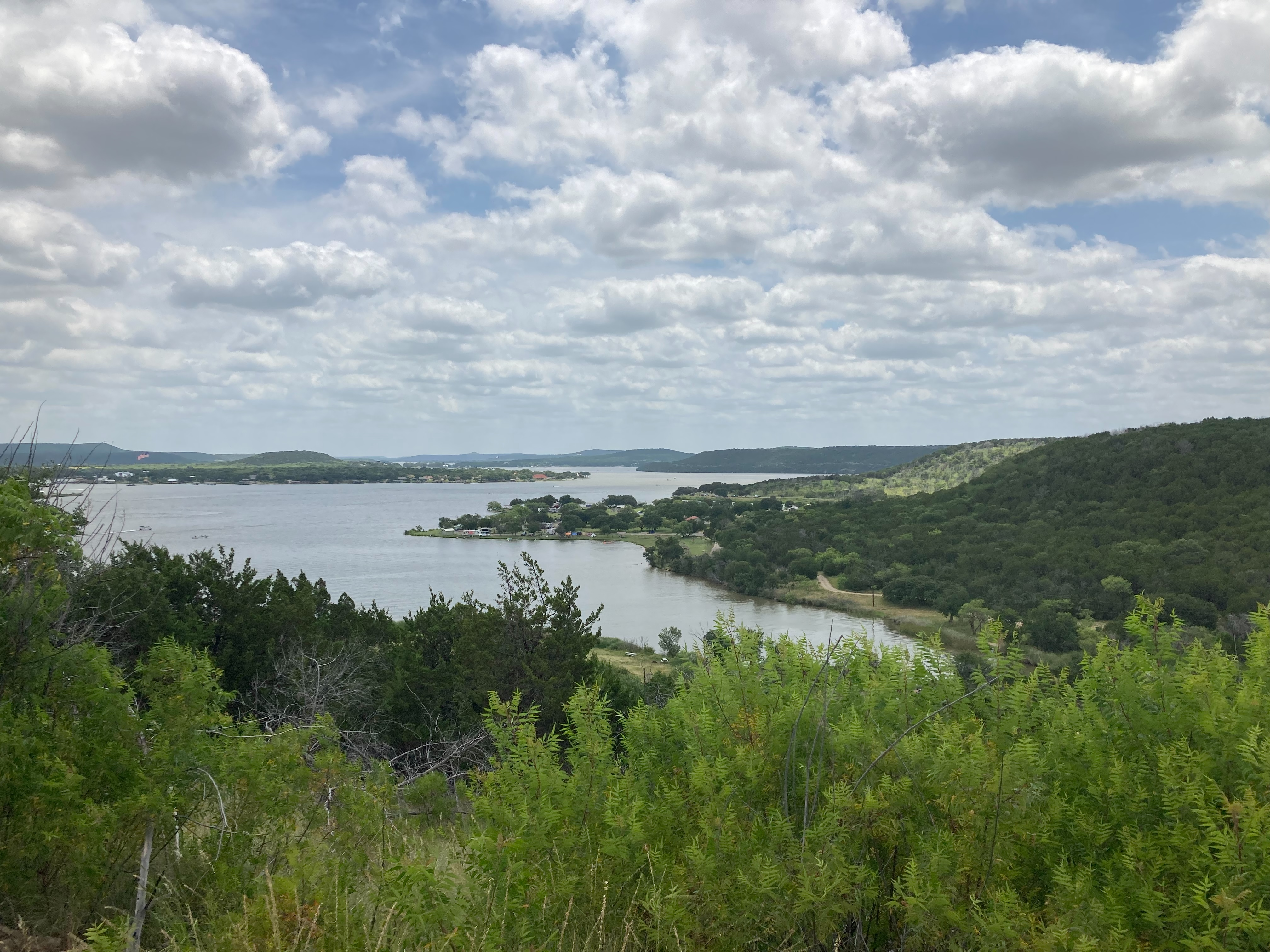
Park stanowy Possum Kingdom

Piramida wieku hrabstwa

## Gospodarka
Średni dochód gospodarstwa domowego (dane z 2022) w hrabstwie wynosi 65 242 dolarów, zaś dochód na mieszkańca 31 890 dolarów. 15,7% mieszkańców żyje poniżej relatywnej granicy ubóstwa. Do głównych zajęć w hrabstwie należą:
- turystyka[4]
- akwakultura (19. miejsce w stanie)
- hodowla koni, bydła, kóz, owiec i drobiu
- uprawa drzewek świątecznych, warzyw, orzechów pekan i brzoskwiń[5]
- szkółkarstwo
- produkcja siana
- wydobycie gazu ziemnego i ropy naftowej[6].

## Sąsiednie hrabstwa
- Hrabstwo Jack (północ)
- Hrabstwo Parker (wschód)
- Hrabstwo Hood (południowy wschód)
- Hrabstwo Erath (południe)
- Hrabstwo Eastland (południowy zachód)
- Hrabstwo Stephens (zachód)
- Hrabstwo Young (północny zachód)

## Miasta
- Gordon
- Graford
- Mineral Wells
- Mingus
- Strawn

## CDP
- Palo Pinto

## Demografia
Według danych pięcioletnich z 2022 roku, 84,7% mieszkańców stanowili biali (73,1% nie licząc Latynosów), 20,5% to Latynosi, 2,6% czarni lub Afroamerykanie, 7,1% było rasy mieszanej, 1% deklarował pochodzenie azjatyckie i 0,8% to rdzenna ludność Ameryki.

## Religia
Członkostwo w 2020 roku:

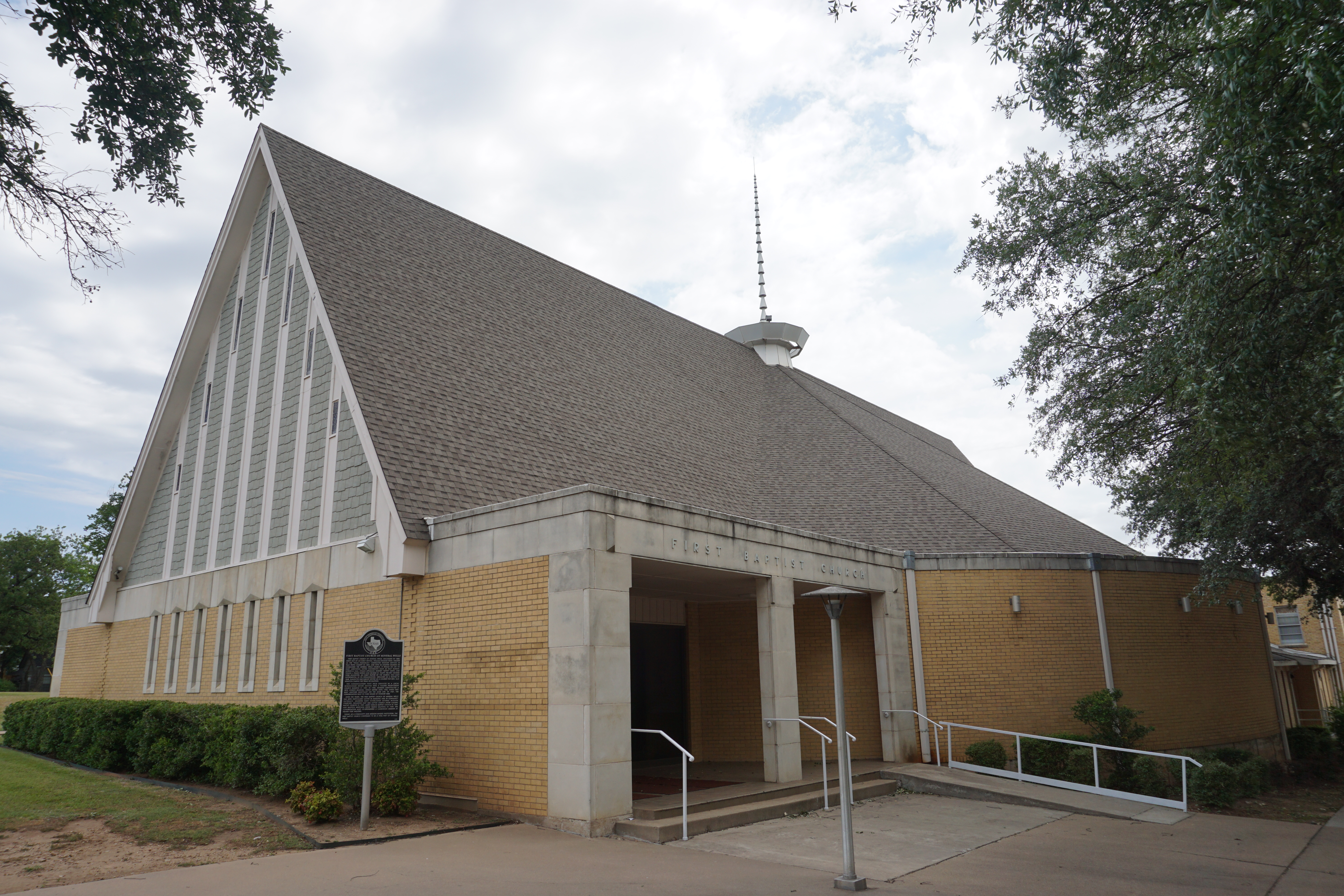
Pierwszy Kościół Baptystów w Mineral Wells

- protestanci – ponad 45% (w tym baptyści – 30,8%, zielonoświątkowcy, campbellici i inni ewangelikalni – ok. 10%, metodyści – 4% i inni)
- katolicy – 8,3%
- mormoni – 1,2%
- świadkowie Jehowy – 0,87%
- bahaiści – 0,17%.